# Пламен Орешарски
Пламен Василев Орешарски (буг. Пламен Василев Орешарски; Дупница, 21. фебруар 1960) бугарски је политичар и премијер Бугарске од 29. маја 2013. године. Пре тога је био министар финансија (2005—2009).

## Биографија
Рођен је 1960. године у Дупници. Дипломирао је 1985. на Вишем институту за финансије и економију. Од 1993. радио је у бугарској влади, а од 1995. до 1997. био члан савета Бугарске берзе.
Током мандата премијера Ивана Костова, Орешарски је од 1997. до 2001. био заменик министра финансија. Након тога је био предавач на Вишем институту за финансије и економију.
Вратио се у политику 2005. као министар финансија у влади Сергеја Станишева, функција на којој је био до 2009. када је нови премијер постао Бојко Борисов.

### Премијер
Марта 2013. у Бугарској су одржани превремени парламентарни избори на којима је већину добила Борисовљева партија ГЕРБ, али није успела да формира већину у бугарском собрању. Због тога је мандат био поверен Бугарској социјалистичкој партији која је друга по реду освојила највише гласова. Председник Росен Плевнелијев је у мају дао Орешарском мандат за формирање владе.
Почетак мандата Орешарског обележиле су демонстрације широм Бугарске, усмерене против њега и његове владе, а посебно су се омасовиле након што је 14. јуна објављено да је за челника бугарске безбедносне агенције постављен Дељан Пејевски, контроверзни медијски могул против којег су пре биле вођене истраге за корупцију. Пејевски је дао оставку, али су се демонстрације против Орешарског наставиле.